# 黑嘉麗
黑嘉麗（Frutips）是一種製成錠劑形狀的水果軟糖，公司網站宣稱有四分之一以上的成分為天然果汁，有黑梅與綜合水果兩種口味。使用澱粉如勾芡來做為凝膠物質。
產品最早於1881年推出，英文名原為「Rowntree's Fruit Pastilles」，即「朗特里的水果錠」，1988年被雀巢公司收購後在各地皆有改名，其中在加拿大、新加坡與大中華區改名為「Frutips」。

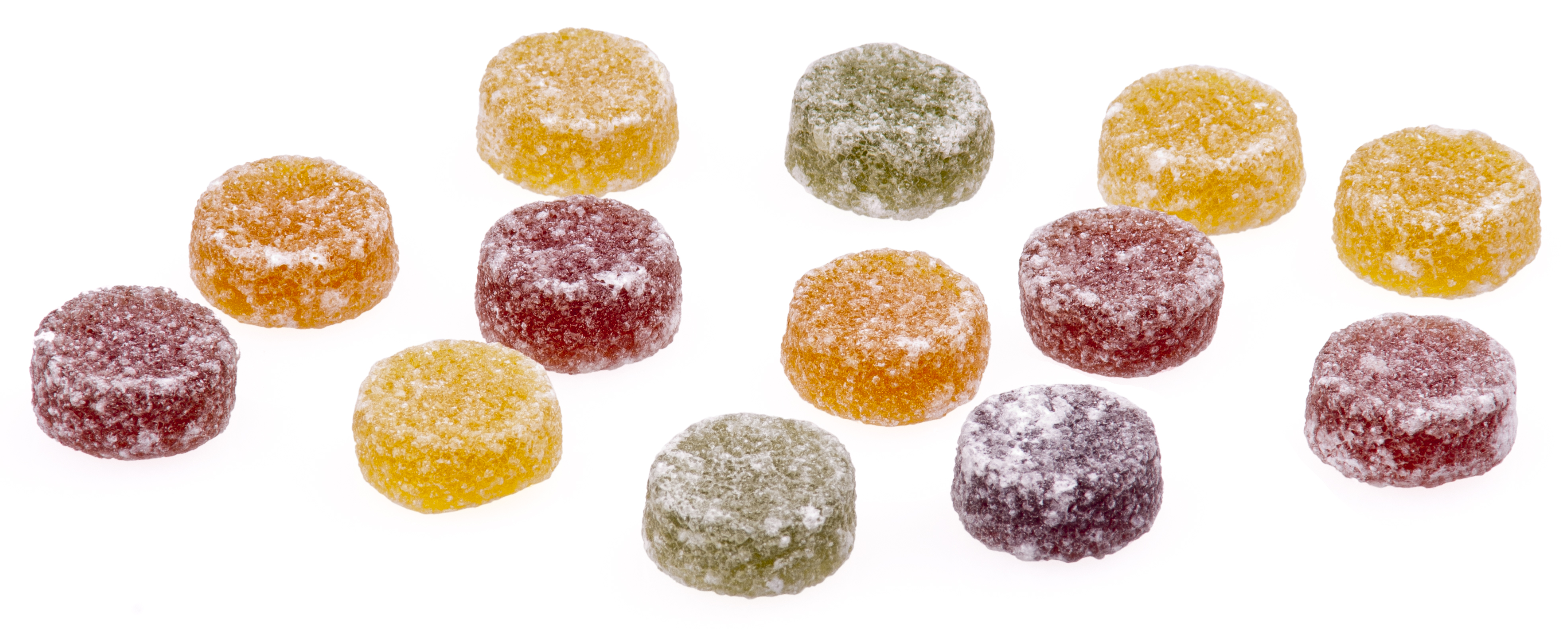
朗特里的水果錠，中文名為黑嘉麗。

在臺灣曾經成為冰棒的口味。